# مامی کینگتسو
مامی کینگتسو (انگلیسی: Mami Kingetsu; ۲ آوریل ۱۹۶۵ – ) صداپیشگی در ژاپن، خواننده، و بازیگر خردسال اهل ژاپن بود. وی از سال ۱۹۷۰ میلادی تاکنون مشغول فعالیت بوده‌است.